# Сулейманов, Эльхан Сирадж оглы
Эльхан Сирадж оглы Сулейманов (азерб. Elxan Sirac oğlu Süleymanov; род. в 1940 году, с.Каджалы, Гёйчайский район, Азербайджанская ССР) — государственный и политический деятель. Депутат Милли меджлиса Азербайджанской Республики IV, V созывов.

## Биография
Родился Эльхан Сулейманов в 1940 году в селе Каджалы, ныне Гёйчайского района, Республики Азербайджан.  В 1953 году после завершения обучения в седьмом классе школы, поступил учиться в Гейчайский педагогический техникум на факультет учителя начальной школы, который окончил в 1958 году. С 1961 по 1966 годы продолжил обучение на культурно-просветительском факультете Азербайджанского государственного театрального института. Во время получения высшего образования Эльхан Сулейманов одновременно занимался педагогической деятельностью, работал учителем в средних школах № 7 и № 25 города Баку.
В 1966 году Сулейманов был назначен директором клуба имени Фиолетова Республиканского профсоюзного комитета работников пищевой промышленности и проработал на этой должности до 1979 года.
С 1981 по 1982 годы он работал директором Дома писателей Союза писателей в Шувелянах, с 1982 по 1985 годы работал генеральным директором “Azerattraction” при Министерстве культуры, а с 1985 по 1989 годы - директором кинотеатра “Низами”.
С 1990 по 1998 годы Эльхан Сулейманов занимал должность генерального директора Азербайджанского отделения Российско-Американского университета.
В 2005 году Сулейманов учредил ассоциацию содействия развитию гражданского общества в Азербайджане (AVCII) и под ее руководством был осуществлен ряд крупных проектов. Изданы сборники “Ходжалинский геноцид”, “Ходжалинский геноцид: миллион подписей-одно требование”, “Шуша - древняя азербайджанская земля”, “Два разговора об одной трагедии”, “Исторические факты против армянских мифов”, направленные в парламенты США и европейских государств и в известные библиотеки мира.
В рамках проекта "Ходжалинский геноцид: миллион подписей-одно требование" были собраны и изданы в виде книги подписи одного миллиона граждан Азербайджана, которые были представлены в парламентах крупных государств. Были собраны и опубликованы показания свидетелей Ходжалинской трагедии на азербайджанском, английском и русском языках. А в рамках проекта “Баку-город-герой”, проводимого накануне 60-летия победы над фашизмом, участие столицы Азербайджана и её жителей во время Второй мировой войны. Возглавляемая им организация, осуществляла также наблюдательную и exit-poll деятельность на выборах и референдумах в Азербайджане, осуществила ряд крупномасштабных проектов, связанных с проблемами прав человека, свободы слова, экономики, экологии, Каспия, организовала международные конференции.
Эльхан Сулейманов был избран депутатом Милли Меджлиса Азербайджанской Республики IV и V созывов в 2010 и 2015 годах. Полномочия депутата Национального Собрания азербайджана были завершены в 2020 году. 

## Награды
- Орден «Слава» (Азербайджан).